# JYB (ゲーム)
JYB ～メハメ・ハルーガは秘密の呪文～（ジャイブ）は1993年3月26日にカクテル・ソフトより発売された18禁恋愛アドベンチャーゲーム。

## ストーリー
主人公の彼女・桃子は、シャイで手を出してこない主人公がちょっと不満。もっと積極的になってもらいたい一心で、おまじないに頼ろうとする。それを聞きつけた魔女・チュルルは、魔法を使って願いをかなえた…つもりが、実は彼女は見習い魔女。主人公は確かに積極的な性格にはなったが、同時に巨乳の女の子にもなってしまう。
元の姿に戻すことができるのは、主人公たちが住む町に転生して記憶を失っている魔界のプリンセスただひとり。それも1週間以内でないと戻せない。プリンセスの手がかりは「赤い色」「銀製品」が好きなこと、そして「レズビアン」であること。さらにプリンセスの記憶を目覚めさせるには、究極のエクスタシーを与えなければならない。
はたして主人公は、元の姿に戻れるのか…？
JYBは日本語キーボードでまんこ。

## 登場人物
乙女川○○（おとめがわ）
主人公。ファーストネームはプレーヤーが設定可能
桃子
主人公の彼女
チュルル・コンチデッカー
見習い魔女。主人公を「積極的な男の子」にするつもりが「積極的な女の子」にしてしまう。